# イッサ族

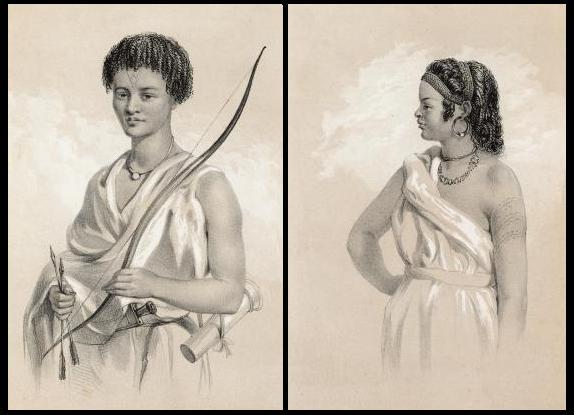
伝統的な衣装を着たイッサ族の男性と女性

イッサ族（イッサぞく、Issa）は、ジブチ、エチオピア、ソマリランドに住む部族。ソマリ人の一部であり、ディル氏族に属するサブグループである。ジブチ共和国では人口の60%以上を占め、多数派を形成して政治の実権を握っている。

## 居住地
フランス領アファル・イッサ（現ジブチ共和国）のジブチ市周辺に住んでいる。ほとんどが遊牧生活を営むが、少数ながら町に長方形の小屋を作って暮らしているものもいる。

## 生活
経済はヤギ、ヒツジ、ラクダの遊牧に依存しており、乳製品を主食とする。
男はラクダの乳搾り、女はヒツジ、ヤギの世話を受け持つ。

## 制度
1950年まで、世襲奴隷制度があった。また、ヘールという伝統の慣習法による独特な法律システムがあり、2024年にユネスコの無形文化遺産に登録された。